# Йель, Уильям Холл
Уильям Холл Йель (англ. William H. Yale, 12 ноября 1831 — 25 января 1917) — адвокат штата Миннесота, шестой вице-губернатор Миннесоты, республиканец.

## Биография

### Ранняя жизнь
Йель родился 12 ноября 1831 году в Нью-Хейвене, штат Коннектикут, у супругов Вустера и Люси Йель (в девичестве Холл). Его отец был потомком Элайху Йеля, а также ранних поселенцев колонии Нью-Хейвен. После учёбы в школе Вёллингфорда, штат Коннектикут, и в Саффилдской Академии Уильям стал преподавателем в Норуолке, штат Коннектикут, где работал 5 лет. В 1854 году он сменил профессию и стал бухгалтером в оружейной компании Шарпса. В 1857 году он решил переехать, и поселился на западе в штате Миннесота.

### Карьера
Йель поселился в Вайноне. Вскоре после прибытия, он был принят в коллегию адвокатов (изучал право в свободное от работы время уже несколько лет) и стал работать в юридической фирме вместе Уильямом Б. Митчеллом. Вскоре он был избран в местный суд. В 1867 году он был приглашён в Сенат штата Миннесота. В 1869 году его избрали вице-губернатором под руководством губернатора Горация Остина, руководившего штатом в период с 7 января 1870 по 9 января 1874 года. Затем Йель снова был избран в Сенат штата Миннесота в 1875 году.
Будучи активным членом Республиканской партии, Йель был послан делегатом на 2 разные национальные конвенции: в 1876 году на Республиканскую Национальную Конвенцию (которую он пропустил из-за болезни) и в 1892 году на Национальным съезд Республиканской партии в Миннеаполисе. Возглавлял Миннесотскую Республиканскую Конвенцию в 1872, 1873 и 1880 годах.
В 1894 году губернатор Кнут Нельсон назначил Уильяма Йеля регентом университета штата Миннесота. После того, как он был вновь избран в Сенат штата Миннесота в 1895 году, Миннесотский Верховный суд решил, что Йель не может служить в качестве регента, так как его срок истек. В 1899 году Уильям Йель был избран на свой последний срок в качестве члена Палаты представителей Миннесоты.
За свою юридическую карьеру Йель работал со множеством правовых и политических деятелей государства — в том числе с Дэниэлем Шелдоном Нортоном, Уильямом Уиндомом и Томасом Уилсоном.

### Личная жизнь
В 1851 году Йель женился на Саре Е. Банкс из Норуолка, штат Коннектикут. От неё у него был сын Чарльз Б. Йель. Однако в 1871 году Сарра умерла. В 1872 году он вновь женился на Марии Луизе Хойт. От неё родился второй сын Уильям Хойт Йель.

### Смерть
Йель умер в 1917 году и был похоронен на кладбище Окленда в Сент-Поле, Миннесота.